# Aalborg–Hadsund Jernbane
Aalborg-Hadsund Jernbane (AHJ) (även kallad Hadsundbanen) var en dansk enskild järnväg på Jylland som invigdes år 1900. Den gick från Ålborg genom östra Himmerland till Hadsund. Bandelen lades ner 1 april 1969.
I Hadsund anlände tågen  till Hadsund Nord Station. Nordgående Randers-Hadsund Jernbanes slutstation var emellertid Hadsund Syd Station, eftersom det ännu inte fanns direktförbindelse över Mariager Fjord. År 1904, när Hadsundbroen invigdes, fortsatte tågen från Ålborg till den södra stationen. Efter en renovering 1927 ändrade man dock så att tågen från Randers fortsatte över Mariager Fjord och både de och Ålborgtågen hade slutstation på Hadsund Nord Station.